# Добиться или сломаться
«Добиться или сломаться», или «Гимнастки»  (англ. Make It or Break It) — американский телевизионный сериал, рассказывающий о жизни гимнастов-подростков, которые стремятся попасть на Олимпийские Игры в Лондоне. Сериал был создан Холли Соренсен, которая, наряду с Полом Ступином, является исполнительным продюсером сериала.
Премьера состоялась на ABC Family 22 июня 2009 года с 2,5 млн зрителей. В январе 2010 года сериал был продлён на второй сезон, премьера которого состоялась 28 июня 2010 года в 10 вечера. Второй сезон возобновился после шестимесячного перерыва 28 марта 2011 года. Сериал был продлён на третий сезон 16 сентября 2011 года, премьера которого состоялась 26 марта 2012 года. А 26 апреля 2012 года, после завершения серии, было объявлено, что третий сезон будет последним. Финал сериала состоялся 14 мая 2012 года.
Все актёры имеют дублёров.

## Сюжет
Боулдер в штате Колорадо — город, в котором располагается одна из лучших тренировочных баз по спортивной гимнастике. Это также дом для трёх олимпийских надежд — целеустремлённой Пэйсон Килер, соперничающей со всеми Лорен Таннер и пользующейся спросом Кейли Круз. Все они являются главными кандидатами на первые три места в национальном чемпионате.
Всё меняется с внезапным прибытием Эмили Кметко. Неудивительно, что восхождение «тёмной лошадки» помешало многим людям, прежде всего Лорен, которая поставила перед собой задачу донимать новенькую на каждом шагу.

## Актёры и персонажи

### Главные персонажи
| Актёр        | Роль            |
| ------------ | --------------- |
| Челси Хоббс  | Эмили Кметко    |
| Айла Келл    | Пэйсон Килер    |
| Джози Лорен  | Кейли Круз      |
| Кэсси Сербо  | Лорен Таннер    |
| Закари Абель | Картер Андерсон |
| Нил Джексон  | Саша Белов      |
| Джонни Пакар | Дэймон Янг      |
| Пери Гилпин  | Ким Килер       |
| Сьюзан Уорд  | Хлои Кметко     |

### Второстепенные персонажи
| Актёр                    | Роль            |
| ------------------------ | --------------- |
| Джейсон Мануель Олазабал | Алекс Круз      |
| Роза Блази               | Рони Круз       |
| Маркус Колома            | Лео Круз        |
| Коуди Лонго              | Никки Руссо     |
| Энтони Старк             | Стив Таннер     |
| Вэйт Смит                | Брайан Кметко   |
| Миа Фрэмптон             | Бекка Килер     |
| Эрик Палладино           | Марти Уолш      |
| Николь Андерсон          | Келли Паркер    |
| Марша Томасон            | МJ              |
| Бретт Каллен             | Марк Килер      |
| Нико Торторелла          | Рэйзер          |
| Мишель Клуни             | Эллен Билз      |
| Кэндис Камерон Буре      | Саммер ван Хорн |
| Зейн Холц                | Остин Такер     |

## Список серий

### Сезон 1 (2009—2010)
| № серии | Название и краткое содержание серии | Дата выхода в эфир |
| ------- | --- | ------------------ |
|         | |                    |
| 1.01    | Пилот (англ. Pilot) Мечтая попасть на Олимпиаду, юная гимнастка Эмили переворачивает всех с ног на голову в тренировочном центре «Рок» в Колорадо. Ставя под угрозу возможность одной из гимнасток удержаться в тройке лидеров в предстоящем соревновании, Эмили, сама того не желая, наживает себе врагов. | 22 июня 2009       |
|         | |                    |
| 1.02    | Где Марти? (англ. Where's Marty?) Уход главного тренера «Рока» Марти, а также Лорен и девочек с 4 по 7 место, вызывает хаос в тренажёрном зале. Пэйсон, Кейли и Эмили отправляются в Денвер, намереваясь встретиться с ними лицом к лицу и выяснить причины такого предательства. В это же время семейство Круз (Ронни и Алекс) приглашает всех родителей к себе домой. Между тем, Лорен совсем не рада прохладному приёму в новом зале, и потрясена открытием относительно своего отца и его «административного помощника», Саммер. | 29 июня 2009       |
|         | |                    |
| 1.03    | Выпустить пар (англ. Blowing Off Steam) Напряжённая обстановка всё ещё царит в «Роке», поскольку девочки продолжают тренировки без тренера. Все удивлены возвращению Лорен, Стива и вероятному приходу нового тренера высшего класса. Прежде, чем строгий режим тренировок нового тренера вступит в силу, Эмили, Пэйсон и Кейли решают выпустить пар на школьной вечеринке. На вечеринке Эмили ссорится с Рэйзором, а Кейли с Картером, когда тот понимает, что она лгала ему. Пэйсон же не может поверить, что тратит время впустую. Вечер пошёл совсем не так, как его представляли себе девочки, он принёс ещё больше стресса в их жизнь. Между тем, день рождения Лорен принимает неправильный оборот, когда Саммер приходит на праздничный ужин. В итоге Лорен идёт на вечеринку в слезах. После ссоры с Кейли, Картер спит с Лорен, лишая её девственности. | 6 июля 2009        |
|         | |                    |
| 1.04    | Воскресенье, Кровавый Саня, воскресенье (англ. Sunday, Bloody Sasha, Sunday) В единственный выходной девочек Саша, узнав о походе на пивную вечеринку прошлой ночью, требует их присутствия в зале. Пойманные с поличным, Пэйсон, Кейли, Эмили и Лорен вынуждены весь день работать в поте лица, чтобы понять, что их ждёт, когда они пытаются быть «обычными тинэйджерами». В перерывах между отжиманиями, подтягиваниями и лазанию по канату они готовы перегрызть друг другу глотки. Пэйсон обвиняет остальных в том, что они втянули её в эту историю. Эмили нужно быть на работе, но она застряла в зале с девочками, которым она даже не нравится. Страдающая от похмелья Кейли сильно расстроена тем, что после вчерашней ссоры с Картером он не даёт о себе знать. А Лорен страдает из-за случайной сексуальной связи прошлой ночью. | 13 июля 2009       |
|         | |                    |
| 1.05    | Мать и дочь играют в моделей (англ. Like Mother, Like Daughter, Like Supermodel) Нехватка средств, с которой команда «Рока» столкнулась перед Национальными соревнованиями, побудила Ким и остальных мам организовать показ мод, в котором будут участвовать матери вместе с дочерьми. Но забавная поначалу идея в итоге становится проблемой для всех. Ронни настолько увлечена организацией показа, что Кейли чувствует себя одинокой, особенно в тот момент, когда ей так нужен совет матери о любви и сексе. Лорен с неохотой объединяется в пару с Саммер, но пытается использовать эту возможность, чтобы привлечь внимание Картера. Разъярённая на проболтавшуюся Дэймону мать (Хлои), Эмили не хочет, чтобы мать лезла в её спортивную карьеру, не говоря уже о том, чтобы пройтись с ней по подиуму. В то время как Пэйсон не хочет тратить время на все эти «девчачьи штучки», Саша намекает Ким о том, что она, возможно, не была для дочери образцом женственности. Между тем, обнаружив Лорен с Картером, у Саммер складывается ощущение, что между ними что-то есть, и она пытается помочь, открывшись. Кейли решает сказать Картеру, что она готова сделать следующий шаг в их отношениях. | 20 июля 2009       |
|         | |                    |
| 1.06    | Между Роком и уважением (англ. Between a Rock and a Hard Place) Полагая, что девочки готовы использовать мотивацию перед Национальными соревнованиями, Саша идёт на риск и приглашает Марти и команду Денвера на дружескую встречу. Пэйсон полна решимости показать своё превосходство, но даёт о себе знать старая травма, которая может привести к печальным последствиям. Эмили тоже намерена показать всё, на что способна, но у Саши относительно неё менее грандиозные планы. Но готовы ли девочки принять этот вызов и команду Денвера, во главе с действующей чемпионкой страны Келли Паркер? Тем временем, Картеру приходится пересмотреть свои отношения с Кейли, когда Саша и Лорен выдвигают ему ультиматум. | 27 июля 2009       |
|         | |                    |
| 1.07    | Беги, Эмили, беги (англ. Run, Emily, Run) После отказа Саши принять Эмили обратно в «Рок», она не знает, что делать, кроме как продолжать тренироваться. К счастью, у Деймона, который работает с ней в пиццерии, есть идея, как ей делать это в… «Роке». Тем временем выясняется, что отец Пэйсон, Марк, потерял работу, и теперь его семье придётся принимать трудные решения. А одержимость Лорен Картером достигает нового уровня. | 3 августа 2009     |
|         | |                    |
| 1.08    | В любви, на войне и в гимнастике все средства хороши (англ. All's Fair in Love, War and Gymnastics) Вечеринка в особняке семьи Круз превращается в хаос, когда отец Кейли, Алекс, узнаёт её секрет, это приводит к скандалу с Картером. У Пэйсон вновь возникают проблемы со спиной, и это может разрушить все её мечты о Национальных соревнованиях. Товарищ по команде, Ники, предлагает ей простое решение, которое вынуждает Пэйсон лгать матери. | 10 августа 2009    |
|         | |                    |
| 1.09    | Где Кейли? (англ. Where's Kaylie?) Картер наконец признаётся Кейли в измене, что ставит под угрозу её участие в соревновании. Пэйсон огорчена тем, что она не становится лучшей в рейтинге на бревне, и Саша не уверен, сможет ли она стать капитаном команды. Лорен разочарована, что мать не приехала поддержать её на соревнованиях. Несмотря на личные проблемы, Пэйсон, Лорен и Эмили должны объединиться, чтобы найти Кейли. Они находят её в гимнастическом лагере, в котором были когда-то в детстве. Лорен признаётся в интрижке с Картером после вечеринки, что выводит Кейли из себя. В это время Саммер, Ким, Хлои и Ронни признаются друг другу в своих ошибках. В конце концов ради победы девочки решают быть одной командой, капитаном которой становится Эмили. Кейли соглашается быть Лорен товарищем по команде, но не подругой. | 17 августа 2009    |
|         | |                    |
| 1.10    | Во всём блеске (англ. All That Glitters) Девушки прибывают в Бостон на Национальный Чемпионат по спортивной гимнастике; они должны показать себя с лучшей стороны, чтобы попасть в национальную команду. Эмили не лучшим образом выступает в первом туре и теперь должна совершить невозможное во втором, чтобы войти в дюжину лучших спортсменок. Дэймон хочет её поддержать и устраивает ей встречу с Брайаном. Саммер, узнав, что Стив запретил маме Лорен видеться с дочерью, разрывает помолвку, но остаётся на стороне Лорен и поддерживает её во время соревнований. Пэйсон обнаруживает, что Келли Паркер в тайне от всех использует обезболивающие, и выбрасывает свою ампулу кортизона. Пэйсон падает во время упражнений на брусьях; врачи сообщают, что у неё трещина в позвоночнике, и девушка никогда не сможет вернуться в гимнастику. Кейли отдаёт Картеру ожерелье, которое он подарил, сказав, что между ними всё кончено. Она также возвращает отцу подвеску с бриллиантами из его чемпионского кольца, сожалея, что он не может быть ей просто папой, а не менеджером. Кейли выигрывает золотую медаль, опережая Кейли Паркер, которой достаётся серебро. Лорен занимает четвёртое место, Эмили также попадает в национальную сборную. После соревнований команда возвращается в Боулдер. Дэймон обеспокоен тем, что должен оставить Эмили, когда он уедет в Лос-Анджелес, но Эмили успокаивает его поцелуем. | 24 августа 2009    |
|         | |                    |
| 1.11    | В последний миг (англ. The Eleventh Hour) Пэйсон мечтает, чтобы её травма оказалась страшным сном и чтобы она смогла тренироваться дальше. Родители обеспокоены тем, что она чувствует себя гораздо хуже, чем хочет показать, но считают, что ей просто нужно больше времени. В городе устраивается парад в честь новой чемпионки страны - Кейли Круз. Теперь Кейли приходится много времени уделять рекламным кампаниям, которые устраивает ЭмДжей. Лорен считает, что чемпионом должна была стать Пэйсон, и что она никогда бы не предала своих подруг из Рока. Лорен хочет насолить Кейли и придумывает способ, как ей вернуть Картера в Рок, считая, что одного его присутствия будет достаточно, чтобы расстроить Кейли. Пэйсон отказывается приходить в Рок или звонить подругам, так как это напоминает ей о гимнастике. Она даже предлагает родителям переехать в Миннесоту, чтобы быть всем вместе, потому что единственное, что держало её в Колорадо - это гимнастика. Ким решает на время оставить Рок, и Саммер соглашается стать менеджером клуба вместо неё. Никки беспокоится, что это он виноват в травме Пэйсон и приходит к ней, чтобы поддержать, но Пэйсон уверяет его, что не вколола кортизон, который он ей дал, и что ещё одна ампула лежит в её шкафчике в Роке. Лорен подслушивает их разговор. Наконец и Кейли навещает Пэйсон и признаётся, что ей очень тяжело быть номером один в гимнастике и просит её совета. Пэйсон не может дать ей совет и Кейли в слезах уходит домой. Ночью Пэйсон наконец дает волю чувствам и разбивает свои награды. Дэймон устраивает для Эмили романтический вечер перед его отъездом в Лос-Анджелес, но внезапно возвращается Рэйзор. Дэймон признаётся, что видел его несколько раз, но никогда не рассказывал о своих отношениях с Эмили.                                        | 4 января 2010      |
|         | |                    |
| 1.12    | Следуй за лидером (англ. Follow the Leader) Девушки недовольны тем, что Марти снова стал их тренером, и они решают устроить саботаж против него. Эмили просит мать не вмешиваться в её жизнь в Роке и во всё, что связано с гимнастикой, потому что всё становится только хуже. В это время Саша старается найти для Пэйсон другой способ остаться в Роке и предлагает ей стать помощником тренера. Кейли не может простить Картеру его измену. Рэйзор помогает Эмили улучшить оценки по математике. Саммер рассказывает Эмили, что именно благодаря матери её пригласили в Рок. | 11 января 2010     |
|         | |                    |
| 1.13    | Калифорнийские девчонки (англ. California Girls) Пэйсон продолжает верить, что она сможет вернуться в гимнастику, чем вызывает озабоченность у родителей. Кейли, Эмили и Пэйсон едут на вечеринку знаменитостей в Лос-Анджелес; они особенно рады тому, что Лорен не приглашена на неё. Лорен шантажирует Никки и заставляет его взять её с собой. Эмили встречает Дэймона, и он рассказывает, что всё пошло не так, как он планировал. Лорен спасает Кейли от скандала, который хотели устроить папарацци. После этого девочки наконец-то помирились. На следующее утро Пэйсон посещает лучшего хирурга штата, но тот подтверждает, что она никогда не сможет вернуться в гимнастику. | 18 января 2010     |
|         | |                    |
| 1.14    | Разве мы ещё не навеселились? (англ. Are We Having Fun Yet?) Эмили не может собраться после того, как прочитала в интернете плохие комментарии о себе. Пэйсон начинает посещать школу, где сталкивается с агрессивной королевой черлидеров, которая унижает её после того, как Пэйсон дала ей несколько советов по акробатике. Эмили, Кейли и Лорен приходят ей на помощь. Член астрономического клуба Хизер пытается помочь Пэйсон освоиться, но у неё нет желания участвовать в каких-либо мероприятиях. В это время один из непопулярных в школе парней Айк защищает Пэйсон от черлидеров и предлагает ей прогулять занятия. В Роке проходит день открытых дверей, и Саша определяет тему праздника в этом году - "радость". Каждый гимнаст должен придумать свой номер, а Кейли и Никки должны выступить дуэтом, что очень трудно, учитывая их противоречия. Но у них получается найти общий язык, и Кейли придумывает интересный номер. Хлои предлагает Эмили рассказать свою историю на празднике в Роке, в результате Эмили даёт свой первый в жизни автограф. | 25 января 2010     |
|         | |                    |
| 1.15    | Любит, не любит (англ. Loves Me, Loves Me Not) Наступает День Святого Валентина, и Саммер предлагает Саше устроить вечеринку в Роке. Он соглашается неохотно, но одобряет её идею прочитать речь о воздержании. Саша советует Кейли увеличить сложность её номера для следующего соревнования, и Никки предлагает ей свою помощь. Чтобы удержать Картера, Лорен старается свести вместе Кейли и Никки, она убеждает Пэйсон, что у тех есть чувства друг к другу. Ночью Картер застаёт Стива с Хлои в гараже. В школе Пэйсон получает розу; она предполагает, что она от Айка, но оказывается, что розу ей подарила Хизер. Пэйсон ссорится с Айком, но именно после этой ссоры она понимает, что в мире есть много других возможностей, помимо гимнастики. Саммер продолжает убеждать Сашу в необходимости её речи, и он соглашается после того, как сам теряет контроль и целует её. В это время Эмили узнаёт, что Дэймон попал в тюрьму после того, как купил краденую аппаратуру для записи своей песни. Эмили расстаётся с Дэймоном и не разговаривает с Рэйзером из-за того, что тот прикрывал друга. Никки уходит в Денвер, считая, что в "Роке" слишком много драмы. Пэйсон приглашает девочек из Рока и Хизер к себе домой, чтобы провести праздник вместе. Её мать рада, что Пэйсон наконец стала обычным подростком. В это время Саша находит врача, который сможет провести Пэйсон операцию. | 1 февраля 2010     |
|         | |                    |
| 1.16    | Последний танец за мной (англ. Save the Last Dance) Хизер приглашает Пэйсон, Кейли, Эмили и Лорен на школьный бал. Девочки рады возможности хоть один вечер побыть нормальными подростками. Лорен приглашает Рэйзера и Картера, после она продолжает своё расследование и пытается выяснить, с кем встречается её отец. Родители Пэйсон встречаются с врачом, который предлагает провести девушке операцию. Они не хотят говорить Пэйсон об этой возможности сейчас, когда она уже привыкла к новой жизни. Школьная группа отменяет своё выступление на балу и Пэйсон приглашает Шелтор Папс. На балу Кейли не соглашается на танец с Картером, но танцует со старшеклассником. Картер подходит к ней и спрашивает, сможет ли она простить его, или следует двигаться дальше. Ко всеобщему удивлению на балу появляется Айк и просит Пэйсон потанцевать с ним. Лорен находит в машине отца новое платье, но в нём на балу появляется Эмили, после чего Лорен выясняет, что отец встречается с Хлои Кметко. Рэйзер просит Эмили потанцевать с ним, и расстроенный Дэймон объявляет на сцене песню, сочинённую для Эмили, но он не может её спеть и убегает. Эмили находит его на стоянке, где Дэймон объясняет свой поступок. Картер приходит в дом к Лорен за своими вещами. Кейли удаляет из телефона фотографию с Картером. Пэйсон приходит домой, и родители рассказывают ей о возможной операции. | 8 февраля 2010     |
|         | |                    |
| 1.17    | Надежда и вера (англ. Hope and Faith) Лорен старается разрушить отношения Хлои и Стива, сообщая Хлои ложную информацию о других женщинах своего отца. Она также делает намёки Эмили, чтобы узнать, в курсе ли ситуации последняя. Национальная сборная вернулась из Лондона, где она тренируется перед встречей с Китаем. Девочки понимают, что для того, чтобы быть отобранными в группу выступающих на Олимпиаде, им необходимо показать всё, на что они способны. В первый день тренировок с Марти Кейли переживает и выступает плохо, поскольку Келли Паркер узнаёт об отношениях её матери и Марти, Эмили же узнаёт об отношениях своей матери со Стивом и ссорится с Лорен, что тоже сказывается на её выступлении. Саша узнаёт о происходящем и выходит из себя. Позже он с Марти решают, что девочки заслуживают ещё один шанс выступить. В конце серии Пэйсон отправляется на операцию. | 15 февраля 2010    |
|         | |                    |
| 1.18    | Великая стена (англ. The Great Wall) Девушки поднимают планку в связи с их подготовкой к соревнованиям против Китайской Национальной Сборной, приезжающей в "Rock". Между тем, мамы проводят лотерею по сбору средств в "Pizza Shack" для покрытия путевых расходов китайской сборной. Саммер узнаёт, что Саша ещё не пригласил китайских спортсменов, но она сохраняет эту тайну от мам в связи с тем, что они считают, что она не может держать что-либо секрете. Саммер думает отказаться от работы в качестве менеджера "Rock", но остаётся и Саша целует её. Семья Пэйсон находится в долгах после операции, поэтому семьи "Rock" решили подстроить для Киллеров выигрыш в 10.000 долларов в бинго. После провала Американской сборной на соревнованиях в Пекине китайская сборная соглашается на приезд в "Rock" несмотря на то, что Эллен Билс пытается положить этому конец. Кейли думает простить Картера и целует его в Pizza Shack. Лео возвращается и флиртует с Эмили, в то время как Дэймон боится, что он может потерять её навсегда. Затем он возвращается в студию, чтобы стать «тем самым парнем» для Эмили. Пэйсон говорит, что она может начать тренироваться, но она решает пока никому не говорить. Примечание: В связи с тем, что Лорен участвует в соревнованиях в Пекине, это единственный эпизод, в котором Кэсси Сербо не появляется. | 22 февраля 2010    |
|         | |                    |
| 1.19    | Единственная вещь, что стоит бояться (англ. The Only Thing We Have to Fear...) Девушки Рока живут в изоляции, готовясь встретить Китайскую Национальную Сборную. Саммер с ними дежурит в спортзале, а Саша пытается, чтобы их близость переросла в отношения. Ким рассказывает Саше, что Пэйсон было дано добро заниматься гимнастикой, но сама Пэйсон до сих пор никому не рассказала даже в течение недели изоляции. Саша ставит её в пару с Эмили, чтобы помочь Эмили перебороть страх перед приземлением "в слепую", в надежде, что Пэйсон найдет способ победить и свой страх в этом процессе. Эллен Билс продолжает искать способы, чтобы остановить Rock, а девушки конфликтуют - Кейли разрывается, не зная, участвовать ли ей с командой в предстоящих соревнованиях с Китаем, или слушать Национальный Комитет и MJ, которые посоветовали ей не участвовать в них. Дэймон узнаёт, что он выиграл конкурс. Национальный Комитет узнаёт о работе Эмили в Pizza Shack и говорит ей, что они заберут её стипендию, если она будет участвовать в соревнованиях. Отец Кейли подаёт на развод, узнав о романе Ронни с Марти. Кейли узнаёт, что Картер живёт в гараже у Лорен. | 1 марта 2010       |
|         | |                    |
| 1.20    | Мы семья? (англ. Are We Family?) Девочки чувствуют себя неготовыми конкурировать с Китайской Национальной Сборной. Среди их проблем: решение Кейли не соревноваться очень расстраивает команду; Эмили борется с кризисом доверия, а также она очень огорчена, зная, что никогда не сможет увидеть Дэймона снова из-за Рока и правил Национального Комитета. На соревнованиях Саша и девушки радуются, что Кейли решает всё же участвовать после речи отца. Кейли светит медаль в вольных, но не на брусьях. Когда Лорен получает травму во время выступления на бревне, Саша просит Пэйсон выступить, не ожидая, что она возьмёт медаль, но с верой, что она вдохновит других. В первый раз после травмы Пэйсон выполняет программу на брусьях. Эмили выполняет приземление "в слепую". Лорен огорчается, когда Кейли и Ченжи Чо обходят её на бревне. Рок выигрывает в общей сложности пять медалей на соревнованиях, это больше, чем Национальная Сборная США в Пекине. Девушки отмечают свою победу в Pizza Shack, где Лео рассказывает Эмили, что он скрыл письмо Дэймона, адресованное ей, и что он только хотел защитить Эмили, и молчать до окончания соревнований для того, чтобы она не отвлекалась. Затем вся команда слушает интервью Дэймона на местной радиостанции, и он говорит, что он любит Эмили, но знает, что у неё есть свои мечты, и что он отпускает её. Затем он поёт песню, написанную ей (в первый раз он был готов петь перед другими). Это заставляет Эмили понять, что она должна попрощаться с Дэймоном, прежде чем он поедет в тур, и Кейли отвозит её к радиостанции. Она узнаёт от DJ-я, что шоу было предварительно записано, и что Деймон уже улетел. Кейли оставляет сообщение Картеру, говоря ему, что она его любит и приглашает его к себе ночью. Но в конце Картер появляется в доме Лорен и целует её. | 8 марта 2010       |

### Сезон 2 (2010—2011)
| № серии | Название и краткое содержание серии | Дата выхода в эфир |
| ------- | --- | ------------------ |
|         | |                    |
| 2.01    | Держи друзей близко, а врагов – ещё ближе (англ. Friends Close, Enemies Closer) "Rocky Mountains" провели бунтарские соревнования и они выиграли большее количество медалей, чем Национальная Сборная США у Китайской Национальной Сборной, но "Rock" пошёл против Национального комитета США по гимнастике. В Роке хотят узнать, едут ли они на соревнования во Францию, и Билс отвечает отказом. Пэйсон вернулась и она полна решимости добраться до вершины ещё раз, но отказывается признать, что травма вызвала изменения в её теле, и, следовательно, она никогда не будет такой же гимнасткой, как прежде. Против советов Саши она решает подать прошение, чтобы выступить перед Национальным комитетом США по гимнастике во Франции, так как она хочет вернуться в сборную как можно раньше. Девочки боятся, что из-за Саши не смогут поехать во Францию, и они за его спиной продумывают, как исполнить их мечты. Кейли, Пэйсон, Эмили и Лорен встречаются с Эллен Билс, но в итоге получается не совсем то, на что надеялись девушки. | 28 июня 2010       |
|         | |                    |
| 2.02    | Все или ничего (англ. All or Nothing) После того, как девушки были допущены в сборную США, они едут во Францию, чтобы стать на один шаг ближе к достижению своей мечты. Дерзость, ревность, саботаж и неуверенность в себе, а также Эллен Билс, постоянно нависшая над девушками, делают давление почти невыносимым. Для Кейли и Лорен споры продолжаются, в то время как Эмили сохнет по Дэймону, а Пэйсон ставит её олимпийское будущее на кон. Эмили сбегает, чтобы увидеть Деймона в надежде на то, что возможность попрощаться поможет им полностью отпустить друг друга, чтобы она могла сосредоточиться на своей гимнастике. Позже Эллен Билс ловит Эмили, когда она пытается вернуться в свою комнату, и снимает её с соревнований, что позволяет соревноваться Лорен, приехавшей во Францию в качестве запасной. Пэйсон выступает перед Национальным комитетом, но её ходатайство получает отказ. | 5 июля 2010        |
|         | |                    |
| 2.03    | Битва полов (англ. Battle of the Flexes) Олимпийский чемпион, Остин Такер, переходит в Rock. Между ним и девушками происходит столкновение, когда он пытается поставить мужские снаряды на место женских. Чтобы решить этот вопрос между мужской и женской частью спортсменов, Саша решает устроить соревнования за свободное место в зале, но есть одна загвоздка - девушки должны выступать на мужских снарядах и наоборот. Пэйсон не уверена в своём будущем в мире гимнастики, и Кейли, Эмили и Лорен вынуждены соревноваться с мужчинами самостоятельно. Смогут ли они превзойти мальчиков или вынуждены будут перенести свои снаряды в холодную пристройку? И будет ли Пэйсон бороться за свою мечту, или навсегда уйдёт из спорта, который разрушил её? | 13 июля 2010       |
|         | |                    |
| 2.04    | И награда достаётся... (англ. And the Rocky Goes To...) Рок готовится к ежегодному банкету, и Лорен намерена выиграть награду "Мисс Конгениальность" (Rocky) лучшим способом, который она знает - взяточничеством и мошенничеством. Но даже после всех бесплатных коктейлей, заколки и массажа, получит ли награду Лорен или она уйдёт к тихой, но сильной Эмили? Между тем, Пэйсон и Кейли идут на крайние меры для достижения, казалось бы, недостижимой цели. Пэйсон трудно видеть, как сестра обгоняет её в мире гимнастики. Саммер и Саша целуются после того, как она слишком много выпивает на банкете, но Саша оставляет Саммер у дома, не входя внутрь. | 20 июля 2010       |
|         | |                    |
| 2.05    | Я не танцую, не просите (англ. I Won't Dance, Don't Ask Me) В связи с приближающимися соревнованиями Саша толкает девочек на улучшение и без того сложных вольных программ. Вместо того, чтобы сосредоточиться, Лорен проводит время с Картером и в то же время пытается переиграть Эмили. Лорен не единственная сталкивается с проблемами: Кейли изо всех сил старается помирить ругающихся родителей, а Пэйсон не верит, что она может быть изящной как цветок, но Саша непреклонен. Остин помогает Эмили с отработкой её движений, поставленных дорогим хореографом. Будут ли девушки в состоянии придумать и поставить программы, чтобы взойти с ними на вершину, или будут проблемы и трудности, которые вконец вымотают бунтарок из Рока? | 27 июля 2010       |
|         | |                    |
| 2.06    | Веселье без границ (англ. Party Gone Out of Bounds) Остин приглашает девушек на вечеринку в своём доме у озера. Кейли пытается контролировать девочек и говорит Остину, что они не пойдут, но все они в конечном итоге оказываются на вечеринке. Лорен пытается напугать Хлои, сказав ей, что она избавится от неё так же, как она избавилась от Саммер. Саша и Саммер идут на свидание, которое маскируют под деловую встречу, когда сталкиваются со Стивом и Хлоей. Саммер влияет на Хлои и та решает прекратить заниматься сексом со Стивом в его доме. Остин целует Кейли. Лорен и Картер спорят из-за украденной программы у Эмили. В конце эпизода Хлои застаёт Лорен и Картера в постели в гараже квартиры Таннеров. | 3 августа 2010     |
|         | |                    |
| 2.07    | Из какого ты теста? (англ. What Are You Made Of?) Кейли, Эмили и Лорен проводят последние тренировки перед пробными на Чемпионат Мира, в то время как Пэйсон учится в балетном классе. Саша обеспокоен состоянием здоровья Кейли и просит Марти не позволить ей выполнять элемент, необходимый для победы. Марти увольняют как тренера Национальной Сборной и Эллен становится её новым тренером. У Эмили наступают трудные времена с Эллен Билс, и она начинает понемногу терять веру в себя. В конце концов, бунтарки из Рока показывают себя, а Лорен, Эмили и Хлои узнают, что Стив Таннер тайно финансирует Эмили. | 10 августа 2010    |
|         | |                    |
| 2.08    | На дне (англ. Rock Bottom) Хлои предъявляет Лорен ультиматум: либо Лорен сама скажет отцу о её отношениях с Картером, либо Хлои. Лорен использует это в своих целях и рассказывает Саммер, что якобы Хлои знала и поддерживала её отношения с Картером. Саммер рассказывает это Стиву. Стив расстаётся с Хлои, потому что думает, что не может доверять ей. Лорен и Эмили разъярены, узнав, что Стив тайно финансирует стипендию Эмили. Остин Такер видит, что Кейли стала намного худее и говорит ей, что у его сестры были проблемы, которые привели к концу её карьеры в гимнастике. Без стипендии Кметко вновь начинают испытывать финансовые трудности и Эмили арестовывают за кражу жизненно необходимого лекарства для её брата Брайана. Пэйсон доводит свою новую программу до совершенства, она в порыве радости целует Сашу, но он отталкивает её. Пэйсон убегает, боясь его реакции. | 17 августа 2010    |
|         | |                    |
| 2.09    | Если бы только... (англ. If Only...) Эмили просит Рейзора выручить её из тюрьмы, пока она не может дозвониться до матери. Поцелуй Пэйсон с Сашей был снят на камеру. Лорен находит запись и отправляет обрезанное видео Эллен Билс, потому что не может видеть Саммер с Сашей, а хочет, чтобы она вернулась к отцу, Стиву. Эллен приносит изображение с поцелуем Пэйсон и Саше на выборы в "Рок" и использует его, чтобы помочь быть избранным на пост президента Родительского Совета Стиву, а не Ким. Мама Лорен проявляется в Боулдере, чтобы заново начать общаться с дочерью. Стив не разрешает матери встретиться с Лорен, и она погибает в автокатастрофе. Дэймон возвращается в Боулдер, он только что получил контракт на запись, что поражает Эмили, но они снова ссорятся и в итоге расстаются. | 24 августа 2010    |
|         | |                    |
| 2.10    | На краю всемирных соревнований (англ. At the Edge of the Worlds) Национальный комитет по спортивной гимнастике запрещает Саше тренировать девочек, и Стив, как новый председатель Родительского Совета, отстраняет его от работы в "Роке". Саммер почти забывает о своём стремлении к воздержанию до брака, но Саша не хочет, чтобы она изменила своим убеждениям ради него. Ища танцоров для клипа, Дэймон с агентом сталкиваются с Хлои, которая работает барменом в стриптиз-клубе. Она сообщает ему о неприятностях с законом у Эмили. Дата суда Эмили и отборочных в сборную на Чемпионат Мира совпадают, и Дэймон просит отчима-юриста, с которым он в очень плохих отношениях, помочь. Отчим Уолтер говорит, что он поможет, и Эмили получает новую дату слушания. Судья звонит в "Рок", и Эллен Билс убеждает его не сдвигать дату суда. Эмили этого не знает, и идёт на отбор для Чемпионата Мира. Остин идёт к Ронни и Алексу с его опасениями, что у Кейли анорексия и она не должна соревноваться, но когда Остин заявляет, что он сходит с ума по Кейли, Алекс выгоняет его из дома, отказываясь верить, что что-то не так с его дочерью. Стив, наконец, говорит Лорен, что Лесли действительно любила её и что он был единственным, кто запрещал матери видеться с дочерью. Отец Саши, Дмитрий, идёт на отборочные для ЧМ, чтобы тренировать девушек из "Рока". Саша спрашивает Пэйсон, готова ли она принять свою новую судьбу в качестве другой гимнастки, а затем ведёт её на отборочные и убеждает судей посмотреть выступление Пэйсон. Полицейские появляются на отборочных соревнованиях, чтобы арестовать Эмили, но Дэймон убеждает их позволить ей закончить опорный прыжок. Кейли не выдерживает и падает во время программы на бревне и её доставляют в больницу. В конце концов, Лорен, Эмили и Пэйсон попадают в сборную, представляющую США на Чемпионате Мира. Положение Кейли в команде решится после того, как врачи обследуют её, чтобы увидеть, достаточно ли она здорова, чтобы продолжать; если нет, она теряет своё место в команде на Чемпионат Мира. Саммер вернулась к Стиву, она понимает, что не может любить человека, который не разделяет её убеждений, и решает, что у неё больше нет чувств к Саше. Эмили сидит в тюрьме на свидании с Хлои и Деймоном. Пэйсон получает письмо от Саши. Кейли в больнице с Остином. Саша уезжает. | 31 августа 2010    |
|         | |                    |
| 2.11    | Всё нормально (англ. The New Normal) Эмили, Лорен и Пэйсон готовятся к гимнастической выставке в Денвере, в то время как Кейли живёт в реабилитационном центре вдали от товарищей по команде и семьи. В реабилитационном центре Кейли дружит с Мейв, красивой моделью, которая тоже страдает расстройством пищеварения. Маркус, представитель от НГО, встречается с Хлои, Эмили и Синди, инспектором по условно-осуждённым, чтобы обсудить статус Эмили после того, как она была арестована за кражу лекарства. Синди сообщает, что Эмили разрешено посещать только дом и "Рок", и она сможет присутствовать на выставке в Денвере только в том случае, если оденет следящее устройство-браслет на лодыжку. Эмили расстраивается, потому что когда она будет выступать, все увидят следящее устройство. На выставке девушки узнают, что Келли Паркер вернулась, и элита Денвера также будет представлена на выставке. Остин знакомит Лорен и Пэйсон со своим старым другом Максом, которому сразу же понравилась Пэйсон, но она со стороны кажется равнодушной. Девушки узнают, что Макс планирует переехать в Колорадо и выбирает между Боулдером и Денвером. Лорен, которой понравился Макс, конечно же предлагает Боулдер. Позже на вечеринке девушки видят Картера с Келли Паркер, и он сообщает им, что перешёл в команду Денвера. В то время как все остальные на вечеринке, Макс проводит время вместе с Пэйсон и делает пару снимков. Ким узнаёт у Марти, где находится Саша, и пытается убедить его не ехать в Румынию, но он отвечает отказом. На выступлении в Денвере у Эмили соскальзывает гетр и все видят следящее устройство на её лодыжке, после выступления она извиняется перед толпой. | 28 марта 2011      |
|         | |                    |
| 2.12    | Свободные люди (англ. Free People) Кейли расстроена пребыванием в реабилитационном центре, и больше, чем когда-либо, хочет вернуться обратно к тренировкам. Мейв учит Кейли, как и что нужно говорить, чтобы выйти из центра как можно быстрее. Стив приглашает Дарби Конрад, 25-летнюю двукратную олимпийскую чемпионку, и серебряного призёра в качестве нового главного тренера "Рок". Все, а особенно Пэйсон, скептически относятся к способности Дарби тренировать девушек; а Лорен вне себя от радости, потому что Дарби была её старшей сестрой в гимнастическом лагере. Дарби обладает игривым характером и хочет быть для девушек больше, чем лидер и тренер. Она сообщает девушкам, что она не будет устанавливать каких-либо строгих правил и запретов. Она надеется, что они, как гимнасты и женщины, обладают хорошим самоконтролем, необходимым для их профессии. Теперь, когда Дарби новый тренер, Лорен просит сделать её капитаном команды в отсутствие Кейли. Эмили и Пэйсон не согласны, и Дарби устраивает соревнования за титул между Пэйсон и Лорен. Они идут вровень, но в итоге девушки шокированы результатами. Дэймон возвращается в Боулдер для записи альбома, Эмили счастлива, потому что она может свободно с ним встречаться. Терапевт Кейли утверждает, что она может вернуться домой, но не разрешает ей тренироваться. Терапевт предлагает родителям Кейли использовать это время, чтобы развить у неё другие интересы. Стив просит Саммер дать ему второй шанс, она соглашается и они официально снова вместе. Маркус из НГО сообщает Эмили и Хлои, что Национальная Гимнастическая Организация решила оставить Эмили в сборной, если она подпишет контракт, который запрещает друзей, парней, работу, досуг и вообще всё, кроме спортзала и дома. Ронни и Алекс отдают Кейли их звукозаписывающую студию. Тем не менее она очень расстроена, что не может тренироваться. Кейли говорит Эмили, что Дэймон может использовать звукозаписывающую студию Ронни в доме Крузов. Эмили говорит Дэймону, что из-за контракта запрет на отношения над ней снова в силе, но она готова заняться с ним сексом, прежде чем они снова расстанутся. | 4 апреля 2011      |
|         | |                    |
| 2.13    | Система приятеля (англ. The Buddy System) Новый тренер Дарби даёт девочкам задание: освоить программу друг друга. Пейсон предстоит перенять сексуальные движения Лорен, которая уверена, что Пейсон это будет всегда чуждо и незнакомо. Пейсон и сама не верит, что сможет. Кейли посещает групповую терапию в Боулдере, но продолжает отрицать, что у неё анорексия. В Боулдер приезжает Мейв, которую отпустили из реабилитационного центра. Она говорит, что для того, чтобы родители Кейли разрешили ей вновь заниматься спортом, нужно настроить их против терапевта. Кейли совместно с Мейв это почти удаётся. Эмили узнаёт, что её мать работает барменом в стриптиз-клубе. Стив был готов признаться Саммер в том, что в истории с фото поцелуя Пейсон и Саши виновата Лорен, но Лорен в последний момент останавливает его. Остин пытается помочь Пейсон раскрыть свою сексуальность. В итоге, при демонстрации программ друг друга Пейсон удаётся всех удивить. Макс предлагает Пейсон встретиться. Кейли устраивает скандал родителям и признаётся, что обманывала терапевта, признавая у себя анорексию. После Кейли узнаёт, что Мейв умерла. | 11 апреля 2011     |
|         | |                    |
| 2.14    | Жизнь или смерть (англ. Life or Death) В "Рок" должна состояться встреча с гимнастами из Далласа, одного из сильнейших клубов страны. Но встреча отменяется, и вместо Далласа к ним приезжает Пайнвуд, самый слабый клуб. Дарби договаривается с Пэйсон, чтобы та воодушевила всех, а взамен она поможет ей с новым упражнением. Макс приходит к Пейсон домой, чтобы сделать новые снимки гимнасток для клуба. Когда Макс проводит фотосессию у Лорен, она пытается соблазнить его, но в этот момент входит Саммер. Деймон просит Кейли помочь ему с новой песней, взамен он предлагает Кейли вместе сходить на похороны Мэйв. Позже Деймон с Кейли вместе выступают в "Пицца-Шэк". Видя не боевой настрой девочек, Дарби решает в ночь перед встречей с Пайнвуд заночевать всем в Роке. Но собравшись, они решают пойти на концерт Деймона, где все ещё больше отвлекаются от предстоящей встречи с Пайнвуд. В итоге "Рок" проигрывают из-за отсутствия боевого духа и ошибочных решений тренера. После окончания встречи они заявляют, что не хотят, чтобы Дарби продолжала оставаться их тренером. Кейли признаёт, что у неё анорексия. | 18 апреля 2011     |
|         | |                    |
| 2.15    | Сердце Венгрии (англ. Hungary Heart) Стив даёт Дарби ещё один шанс стать настоящим тренером, и девочки должны проявить себя на предстоящем соревновании в Венгрии. Пейсон узнаёт адрес Саши в Румынии. Эмили сообщает Деймону о своём решении окончательно расстаться, потому что не может ему доверять. В самолёте Пейсон предлагает Эмили и Лорэн в аэропорту Англии сесть на другой самолёт, чтобы добраться до Румынии, вернуть Сашу в "Рок" и приехать поездом до Будапешта. Им удаётся сбежать от Саммер и Дарби. Девочки встречаются с Сашей, однако он непреклонен. Пейсон говорит Саше, что он перестал быть для неё сильным человеком, и возвращает его золотую медаль. Ночью Саша приезжает в Будапешт и говорит девочкам, что готов снова стать их тренером. Кейли и Деймон сближаются. После выступления Эмили и Сашу вызывает председатель комиссии Венгрии и сообщает, что анализы мочи Эмили показали, что она беременна. | 25 апреля 2011     |
|         | |                    |
| 2.16    | Реквием по мечте (англ. Requiem for a Dream) Эмили узнаёт, что она уже на шестой неделе беременности. Доктор не разрешает ей заниматься гимнастикой, потому что это может навредить ребёнку. Хлои говорит с ней о возможности аборта, Саша требует принять решение, которое повлияет на её будущее. Записывая песню, Кейли и Деймон целуются, но Кейли сразу жалеет об этом и уходит. Лорен настаивает на скорой помолвке отца с Саммер. Он соглашается и делает Саммер предложение, но та отвечает, что ей нужно время подумать. Саммер идёт к Саше убедиться, что ещё что-то чувствует к нему. При разговоре их мнение по поводу аборта Эмили расходится, и Саммер принимает предложение Стива. Маркус приезжает в «Рок» и сообщает Эмили, что она принята в команду, но нужно что-то решить с беременностью. Эмили рассказывает Пэйсон про беременность, та не понимает её. Эмили обращается за поддержкой к Деймону. Кейли приходит к Эмили и рассказывает о поцелуе с Деймоном, Эмили уезжает. Кейли говорит всем, что может вновь приступить к тренировкам. Саша становится тренером Национальной Команды. | 2 мая 2011         |
|         | |                    |
| 2.17    | Быть верным себе (англ. To Thine Own Self Be True) Кейли, наконец, вернулась к тренировкам, но общественность считает, что она отсутствовала из-за травмы, а не лечилась от анорексии. Вскоре Саша объявил, что Келли Паркер заменит Эмили на соревнованиях и что Кейли тоже будет заменена, так как она пока не готова соревноваться. После разговора с Келли Деймон идёт к Хлои Кметко узнать, куда уехала Эмили. Деймон прощается с Келли и уезжает к Эмили. Лорен просит Саммер удочерить её, и та соглашается. Пэйсон, Лорен, Макс и Остин собираются ночью проникнуть в зал, чтобы помочь Кейли вернуть былую форму. Информация доходит до Саши. Он застаёт нарушителей в зале и грозится, что может вышвырнуть всех за неповиновение. Но, тем не менее, он смотрит выступление Кейли и признаёт, что она готова к соревнованиям физически, но не эмоционально. Позже Саша беседует с терапевтом Кейли, который уверяет его, что не позволил бы Кейли вернуться к тренировкам, если бы не был уверен в её психической готовности. На следующей день Саша объявляет, кто отправится с командой на Всемирные Соревнования: Тэсса Гранде, Энни Диллон и Кейли Круз. По результатам их тренировок он выберет последнего члена команды. | 9 мая 2011         |
|         | |                    |
| 2.18    | И пёс пожрал пса (англ. Dog Eat Dog) Бегая вместе, Макс и Пэйсон находят брошенного щенка, они решают спрятать его, пока не подыщут ему новый дом. Шила, менеджер Келли Паркер, приезжает в «Рок» и вешает при входе в зал баннер с изображением Келли. Лорен подозревает, что между Максом и Пэйсон что-то серьёзное. Саша сообщает, что есть ещё одно место в команде и Келли Паркер надеется, что его займёт Тэсса. Шила, которая является ещё и матерью Келли, давит на неё, говоря, что ей нельзя быть в центре внимания вместе с Кейли, слишком много денег на кону. После разорения компании в Боулдер возвращается Марк и ищет работу. Остин просит у Саши разрешения помогать Кейли с тренировками. Он вырабатывает стратегию, согласно которой Кейли будет упорно работать над опорным прыжком – слабым местом команды. И когда Кейли выигрывает место в команде, Шила требует от Келли доказательств анорексии Кейли, чтобы та попрощалась с поддержкой общественности, они ругаются. Видя плачущую Келли, Кейли зовёт её к себе домой, утешает и просит остаться на ужин. Келли, оставшись одна в комнате Кейли, находит её дневник, где написано: «Я Кейли Круз и у меня анорексия», и кладёт его себе в сумку. | 16 мая 2011        |
|         | |                    |
| 2.19    | Что скрывает ложь (англ. What Lies Beneath) Мать Келли Паркер обвиняет дочь в том, что та позволила Кейли Круз заполучить поддержку «Healthy Bar». Она считает, что Келли должна выдать секрет Кейли. Саша работает с Лорен и добавляет более сложные элементы в её программу на бревне. Маркус говорит Ким, что видео, где Пэйсон целует Сашу, прислали в НГО анонимно - в оригинальном видео видно, что Саша оттолкнул Пэйсон. Келли удивлена услышать, как Кейли говорит прессе, что Келли должна быть капитаном команды, так как она действующая чемпионка мира и у неё больше всех медалей. Представители «Healthy Bar» показывают Кейли и её родителям продукт для молодых девушек в тонусе, следящих за своим питанием. Кейли подавлена из-за того, что она таковой не является и обманывает спонсоров. Шила жаждет раскрыть состояние Кейли и ищет помощи у Эллен Билз, которая вернулась восстановить репутацию после скандального видео с поцелуем. Пэйсон рассказывает Кейли, что её родители в долгах и не могут поехать на соревнования. Кейли предлагает ей представлять «Healthy Bar» вместо себя, а Макс соглашается поработать над презентацией, доказывающей, что Пэйсон – именно то, что им нужно. Макс уединяется после того, как Лорен настойчиво пристаёт к нему на вечеринке, а Пэйсон признаёт, что может быть влюблена в Макса. Когда Остин находит Макса, тот, будучи пьяным, целует его и признаёт себя бисексуалом. Эллен Билз понимает, кто виноват в том, что её обвинили в скандале с видео, она обещает не выдавать Лорен, но оплатить ей той же монетой. Она советует Саммер спросить Стива, кто послал обрезанное видео НГО, и Лорен вынуждена признаться, что это она. Поняв, что Стив и Лорен так долго держали всё в секрете, она отказывается иметь с ними что-то общее. Опустошённая Лорен едет в машине вместе с Максом, в них врезается грузовик. | 23 мая 2011        |
|         | |                    |
| 2.20    | Все врозь (англ. Worlds Apart) В результате аварии Лорен отделалась парой царапин, а у Макса сотрясение мозга и сломана ключица. Лорен просит позвать Саммер и представляет её, как свою мать. Когда Лорен навещает Макса, он думает, что это Пэйсон. Позже команда едет на Чемпионат Мира в Рио, где они будут соревноваться против фаворитов - Китая и России, и их лидеров – Ченжи Чо и Иванки Кириленко. В квалификации Лорен, Пэйсон и Кейли выступают плохо, Келли едва спасает положение хорошим выступлением на разновысоких брусьях. В конце квалификационного раунда они замыкают четвёрку лучших. После такого провала Саша заставляет девочек расставить все точки над «i»: Келли признаёт, что завидует девочкам из «Рока» - они одна команда и всегда поддерживают друг друга. Она рассказала, что её мама отказалась от стипендии в пользу спонсоров, когда ей было 9 лет, и она завидует, что мама Пэйсон мучается, что пришлось отказаться. Лорен говорит Пэйсон, что Макс любит её. После, против решения НГО, но с поддержкой команды, Кейли объявляет прессе, что страдала анорексией, а не была травмирована. Перед выступлением на бревне Лорен признаётся Саше, что именно она слила фото поцелуя Саши и Пэйсон. Саша прощает и поддерживает её, что помогает Лорен прекрасно выступить и закрепиться на четвёртой позиции. На опорном прыжке Пэйсон травмирует ногу после первой попытки и, понимая, что не сможет выступить на вольных упражнениях, она решает исполнить вторую попытку, приземлившись на одну ногу. Успешная попытка перемещает команду на вторую позицию. Келли уступает Кейли свою попытку на вольных упражнениях. Сборная США выигрывает золото у Китая. После соревнования Макс признаётся Пэйсон в своих чувствах. Остин заявляет прессе, что влюблён в Кейли и целует её. | 23 мая 2011        |

### Сезон 3 (2012)
| № серии | Название и краткое содержание серии | Дата выхода в эфир |
| ------- | --- | ------------------ |
|         | |                    |
| 3.01    | Запах победы (англ. Smells Like Winner) Пэйсон, Кейли и Лорен стали на один шаг ближе к олимпийскому золоту, но сначала они должны провести восемь недель в Тренировочном Центре США для окончательного отбора в команду. Новый тренер, новые соперники, новые проблемы - они должны очень постараться. После неприятных новостей Пэйсон старается сосредоточиться на тренировках, Кейли разрывается между парнем и товарищами по команде, а Лорен переживает, что её новые эксклюзивные духи вызывают у неё головокружение. Тем временем, неприглашённая гимнастка Джордан Рэндал полна решимости получить место в тренировочном центре. | 26 марта 2012      |
|         | |                    |
| 3.02    | Двое это команда (англ. It Takes Two) Тренер МакИнтайр решает разбить девочек на пары, чтобы они усвоили, что хоть гимнастика и является индивидуальным спортом, на Олимпиаду они поедут не в одиночку. Такого метода тренировок девочки не ожидали, особенно когда Лорен оказалась в паре с Пэйсон, а Кейли с Келли Паркер. После недавнего предательства Келли, как Кейли сможет жить с ней вместе, не говоря уже о доверии? А Пэйсон и Лорен вообще полные противоположности, как они смогут сойтись во мнении, что лучше и где верный путь? В это время Остин подталкивает Кейли к обдумыванию карьеры после Олимпиады. | 2 апреля 2012      |
|         | |                    |
| 3.03    | Время не ждёт (англ. Time is of the Essence) Осталось всего шесть недель до Олимпиады, а женская сборная по гимнастике с каждым днём становится всё меньше походить на сборную. Тренер Мак намерен привести команду в должный вид так, как он делал прежде, когда был главным тренером мужской сборной. Но проблема в том, что девочки не реагируют на его жёсткие методы, хуже того, они не совершенствуются. Находясь под пристальным наблюдением НГО, тренер Мак отчаянно пытается изменить положение к лучшему. Тем временем, даже будучи в Тренировочном Центре, Пэйсон всё ещё мучается из-за скандального поцелуя с Сашей. | 9 апреля 2012      |
|         | |                    |
| 3.04    | Болезненное взросление (англ. Growing Pains) Полпути в Тренировочном Центре уже пройдено, и девочки готовятся к родительскому дню. Нервничая, что ей приходится играть роль судьи в спорах разведённых родителей, Кейли решает привести на семейный ужин своего парня Остина, но вскоре начинает жалеть об этом, потому что Остин и её отец слишком поладили. Пэйсон шокирована неприятным известием от отца, а Шила делает всё возможное, чтобы сделать Келли любимчиком тренера МакИнтайра. В это время Пэйсон пытается убедить Лорен сходить к врачу. | 16 апреля 2012     |
|         | |                    |
| 3.05    | Мечтай (англ. Dream On) После очередного отбора в Олимпийскую сборную чьи-то мечты рухнут. Чтобы стать чуточку ближе к финальному отбору в команду, они должны сначала пройти промежуточный. Но это легче сказать, чем сделать, учитывая проблемы каждого: Келли вынуждена разбираться со своей матерью, которая никак не отстанет от Кейли. Лорен испытывает стресс из-за постоянных напоминаний о проблемах со здоровьем со стороны Пэйсон. А ещё в команде завелась крыса, вносящая смуту в команду. Тем временем, обязательный комендантский час, устроенный тренером, создаёт проблемы в личной жизни Пэйсон. | 23 апреля 2012     |
|         | |                    |
| 3.06    | Слушай вселенную (англ. Listen to the Universe) Лорен подавлена, когда врач говорит, что ей нужна операция на сердце. Надеясь помочь подруге, Пэйсон находит другого врача и пытается убедить его провести экспериментальную процедуру с более быстрым восстановительным периодом. Риго помогает ей. Кейли вынуждена делить комнату с Джордан, но они решают все разногласия и снова становятся друзьями. Джордан соглашается помочь Кейли прикрыть Пэйсон, чтобы Вэнди Кэпшоу ничего не заметила. Вэнди говорит гадости о Джордан за её спиной. Когда Остина отсеяли из Олимпийской сборной, он винит в этом Кейли и они расстаются. Кейли идёт к Остину, чтобы исправить положение, но уже слишком поздно, она находит лишь коробку со своими вещами, которые он собирался ей вернуть. Лорен прощает Пэйсон. В конце эпизода Пэйсон теряет девственность с Риго. | 30 апреля 2012     |
|         | |                    |
| 3.07    | Правда, как она есть (англ. Truth Be Told) После экспериментальной неинвазивной процедуры Лорен нужно время на восстановление, а это значит, что она пока не может тренироваться. Однако когда Джейк советует ей мысленно представлять свои программы, они с Лорен сближаются. Джордан волнуется и теряет контроль, когда в центр приезжает тренер Рэй для того, чтобы помочь девочкам с вольными упражнениями. Коварная Вэнди задумала хитрый план, чтобы вывести из игры Кейли, которая представляет для неё наибольшую угрозу. Джордан помогает Кейли справиться с разрывом отношений. | 7 мая 2012         |
|         | |                    |
| 3.08    | Дружба объединяет (англ. United Stakes) Пэйсон, рискуя потерять место в команде, решает переделать свою вольную программу. Кейли находится в затруднении, когда Джордан не принимает её помощь. Всё ещё восстанавливаясь после операции, Лорен делает всё возможное, чтобы попасть на Олимпиаду. В это время, Кейли сбита с толку, когда её тест на допинг выявляет запрещённое вещество. Также Кейли пытается добиться увольнения тренера Рэя, потому что тот годами домогался Джордан. Коварный план Вэнди Кэпшоу терпит неудачу. В конце серии Кейли, Пэйсон, Лорен и Джордан, ставшая близким другом остальным, попадают в Олимпийскую команду. | 14 мая 2012        |